# Arcykapłan (w Biblii i judaizmie)

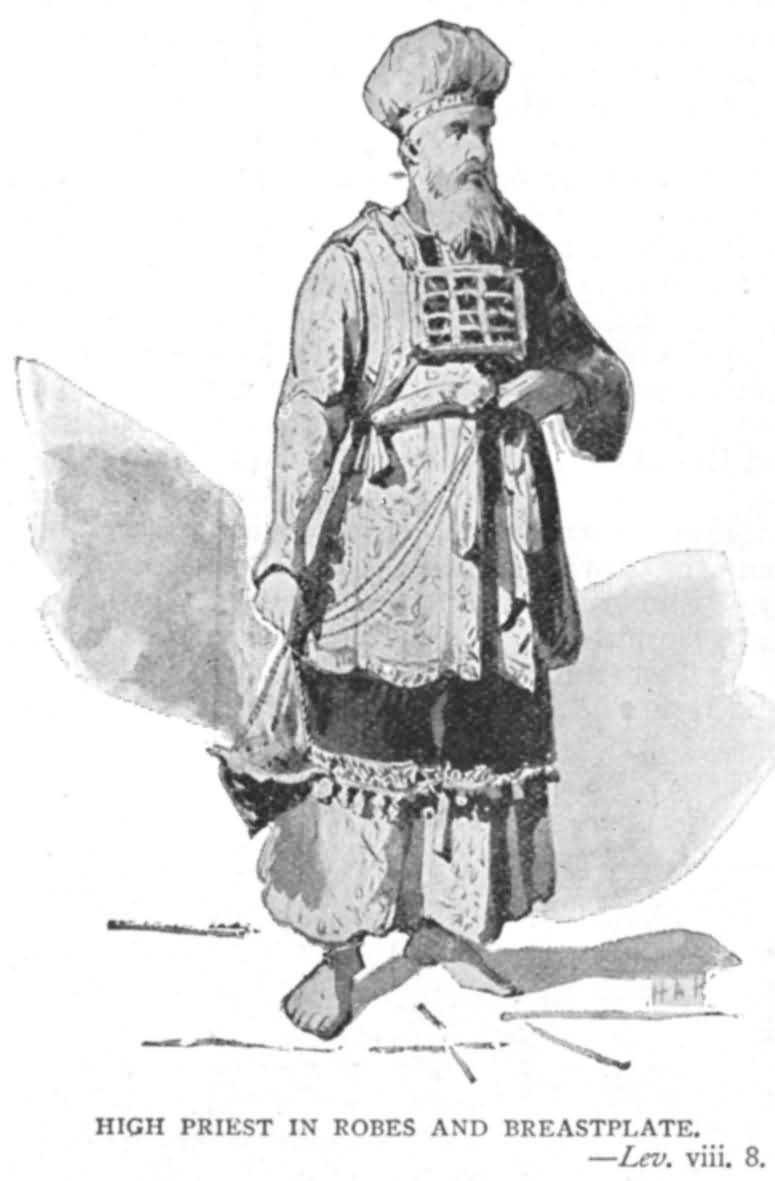
Arcykapłan

 Arcykapłan (hebr. כהן הגדול Kohen ha-Gadol) – najwyższy dostojnik religijny w starożytnym Izraelu od 1250 p.n.e. wyjścia Izraelitów z Egiptu do 70 n.e.

## Urząd arcykapłana
Arcykapłan (gr. archiereus), zwany też najwyższym kapłanem (hebr. kohen ha-gadol – „kapłan wielki”), głównym kapłanem (hebr. kohen ha-rosz – „kapłan-głowa”) i namaszczonym kapłanem (hebr. kohen ha- mashiach  – „kapłan-mesjasz”) łączył w sobie funkcje najwyższego pośrednika między Bogiem, a Izraelem, zwierzchnika Przybytku Mojżeszowego, a potem Świątyni Jerozolimskiej, przełożonego kapłanów i lewitów oraz naczelnika (patriarchy) rodu Aaronitów. Arcykapłan Boga Jahwe był osobą szczególnie uświęconą i posiadał pełnię władzy kapłańskiej. Tylko on i tylko raz do roku (w święto Jom Kipur) mógł wejść do Miejsca Najświętszego Świątyni, aby dokonać przed Bogiem przebłagania za grzechy całego narodu. Obowiązywały go szczególnie restrykcyjne przepisy dotyczące czystości rytualnej, np. mógł mieć za żonę tylko dziewicę (Kpł 21,13-14).

## Strój arcykapłana

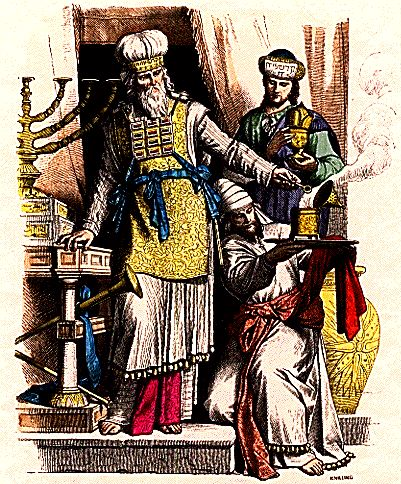
Arcykapłan i Lewici.

Arcykapłan wyróżniał się spośród innych kapłanów specjalnym strojem liturgicznym. Oprócz spodni, tuniki, pasa i zawoju (rodzaju turbanu) wspólnych wszystkim kapłanom, na jego uroczysty strój składały się:
- efod – czterokolorowa szata wierzchnia, porównywalna wyglądem do rzymskiego ornatu katolickiego,
- choszen – napierśnik (pektorał) porównywalny wyglądem do katolickiej bursy służącej do przenoszenia wiatyku. Na zewnętrznej powierzchni choszenu umieszczonych było dwanaście kamieni szlachetnych, reprezentujących dwanaście pokoleń (plemion) Izraela. Wewnątrz mieścił się schowek na losy zwane urim i tummim, za pomocą których arcykapłan udzielał w imieniu Boga odpowiedzi na konkretne pytania stawiane mu przez petentów,
- diadem – złota obręcz zakładana na zawój. Na jej powierzchni wyryty był napis: „poświęcony dla Jahwe” (hebr. Kodesz laJHWH).

## Historyczny rozwój urzędu arcykapłana
Według Biblii urząd arcykapłana został ustanowiony w drugim roku po wyjściu Izraelitów z niewoli egipskiej. Miało to miejsce podczas postoju Izraela pod górą Synaj, kiedy to Bóg podyktował Mojżeszowi Prawo i zawarł z Żydami wieczyste przymierze. Pierwszym arcykapłanem został Aaron, brat Mojżesza. Odtąd arcykapłan, podobnie jak każdy inny kapłan, musiał być potomkiem Aarona w linii męskiej.
W okresie wędrówki Izraelitów po pustyni oraz w czasach sędziów arcykapłan był jedynym, stałym przedstawicielem związku plemion izraelskich. W czasach królów stał się jednym z urzędników dworskich, mających wpływ na politykę państwową. Ok. 850 p.n.e. arcykapłan został ustanowiony w królestwie Judy sędzią apelacyjnym w sprawach religijnych. Po powrocie Żydów z niewoli babilońskiej (536 p.n.e.) pozycja arcykapłana tak się umocniła, że ok. 370 p.n.e. stał się on namiestnikiem prowincji Judy. Taka sytuacja utrzymała się również pod rządami Ptolemeuszy i Seleucydów. Po odzyskaniu niepodległości przez Judeę (142 p.n.e.) urząd arcykapłana został połączony z godnością etnarchy, a później króla Judei (od 104 p.n.e.). Arcykapłan zachował władzę polityczną do 37 p.n.e., kiedy królem Judei została osoba świecka – Herod Wielki. Od tego momentu, aż do zburzenia Świątyni Jerozolimskiej w 70 r. n.e. znaczenie polityczne arcykapłana systematycznie słabło. W latach ok. 200 p.n.e.-70 n.e. arcykapłan pełnił funkcję przewodniczącego Wielkiego Sanhedrynu – najwyższej rady religijno-sądowniczej judaizmu.
Chrześcijanie wierzą, że jedynym arcykapłanem żydowsko-chrześcijańskim jest Jezus Chrystus, który przez złożenie doskonałej ofiary z samego siebie zniósł urząd arcykapłana żydowskiego.
W dzisiejszym Izraelu funkcję zwierzchnika religijnego pełni naczelny rabin Izraela, który może, lecz nie musi pochodzić z kapłańskiego rodu Aarona.

## Następstwo i chronologia arcykapłanów
Wykazy arcykapłanów izraelskich znajdują się w Biblii, a także w dziełach Józefa Flawiusza, historyka żydowskiego żyjącego w I w. n.e. Wykazy te są w niektórych partiach ze sobą niezgodne. Dotyczy to w szczególności okresu między poświęceniem Świątyni Jerozolimskiej (959 p.n.e.), a jej zburzeniem przez Babilończyków (586 p.n.e.). Stąd też liczba, imiona i następstwo arcykapłanów dla tej epoki są hipotetyczne. (Zamieszanie wzmaga dodatkowo mało wiarygodna lista arcykapłanów z późnego żydowskiego źródła „Seder 'Olam Zuṭa” – tutaj niewykorzystanego). Daty dotyczące długości urzędowania poszczególnych arcykapłanów są znane lepiej dopiero od II w. p.n.e. Józef Flawiusz obliczył, że od Aarona do zakończenia wojny żydowskiej sprawowało urząd arcykapłański 81 mężczyzn.

## Lista arcykapłanów
1. Aaron /brat Mojżesza/
2. Eleazar /syn/
3. Pinchas /syn/
4. Abiszua /syn/
5. Bukki /syn/
6. Uzzi /syn/
7. Heli /potomek Itamara brata Eleazara/
8. Pinchas /syn/
9. Achitub /syn/
10. Achimelek /inaczej Abimelek, Achiasz; syn/
11. Abiatar /syn; usunięty; zmarł ?/
12. Sadok /w 5. stopniu potomek Uzziego/
13. Achimaas /syn/
14. Azariasz /syn lub brat/
15. Jochanan /syn/
16. Azariasz /syn/
17. Amariasz /inaczej Amazjasz; syn/
18. Jojada Barachiasz /potomek Sadoka; także regent Królestwa Judy/
19. Sudajasz /potomek Sadoka/
20. Juelos /syn/
21. Azariasz /potomek Sadoka/
22. Uriasz /wnuk Juelosa/
23. Azariasz /potomek Sadoka/
24. Odajasz /wnuk Uriasza/
25. Szallum /inaczej Meszullam; syn, potomek Amariasza/
26. Chilkiasz /syn/
27. Azariasz /syn/
28. Serajasz /syn/
29. Josadak /syn; arcykapłan tytularny w niewoli babilońskiej/
30. Jozue /syn; arcykapłan tytularny/
31. Jojakim /syn/ (ok. 490 p.n.e.-ok. 470 p.n.e.)
32. Eliaszib /syn/ (ok. 470 p.n.e.-ok. 430 p.n.e.)
33. Jojada /syn/ (ok. 430 p.n.e.-ok. 410 p.n.e.)
34. Jochanan /syn/ (ok. 410 p.n.e.-ok. 370 p.n.e.)
35. Jaddua /inaczej Ezechiasz; syn; także namiestnik – tirszatta Judy, namiestnik – eparcha Judei od 332 p.n.e./ (ok. 370 p.n.e.-ok. 330 p.n.e.)
36. Oniasz /syn; także eparcha Judei/ (ok. 330 p.n.e.-ok. 300 p.n.e.
37. Szymon Sprawiedliwy /przydomek według J. Flawiusza; syn; także eparcha Judei/ (ok. 300 p.n.e.-ok. 280 p.n.e.)
38. Eleazar /brat; także eparcha Judei/ (ok. 280 p.n.e.-ok. 260 p.n.e.)
39. Manasses /prawdopodobnie stryj; także eparcha Judei/ (ok. 260 p.n.e.-ok. 245 p.n.e.)
40. Oniasz /syn Szymona Sprawiedliwego; także eparcha Judei/ (ok. 245 p.n.e.-ok. 220 p.n.e.)
41. Szymon Sprawiedliwy /przydomek według Talmudu; syn; także eparcha Judei/ (ok. 220 p.n.e.-195 p.n.e.)
42. Oniasz III /syn; usunięty; zmarł 170 p.n.e./ (195 p.n.e.-175 p.n.e.)
43. Jezus Jazon /brat; także eparcha Judei; usunięty; zmarł po 170 p.n.e./ (175 p.n.e.-172 p.n.e.)
44. Oniasz Menelaos /potomek Eleazara, syna Aarona; także eparcha Judei/ (172 p.n.e.-162 p.n.e.)
45. Jakim Alkimos /potomek Eleazara, syna Aarona; także eparcha Judei/ (162 p.n.e.-159 p.n.e.)
46. Jonatan Machabeusz zwany Apfus /potomek Eleazara, syna Aarona; także eparcha Judei/ (152 p.n.e.-142 p.n.e.)
47. Szymon Machabeusz zwany Tassi /brat; także władca – etnarcha Judei/ (142 p.n.e.-134 p.n.e.)
48. Jan Hirkan I /syn; także etnarcha Judei/ (134 p.n.e.-104 p.n.e.)
49. Juda Arystobul I/syn; także król Judei/ (104 p.n.e.-103 p.n.e.)
50. Jonatan Aleksander Trakidas /inaczej Aleksander Jannaj; brat; także król Judei/ (103 p.n.e.-76 p.n.e.)
51. Jan Hirkan II /syn; także król Judei w 67 p.n.e; usunięty/ (76 p.n.e.-67 p.n.e.)
52. Juda Arystobul II /brat; także król Judei; usunięty; zmarł 49 p.n.e./ (67 p.n.e.-63 p.n.e.)
Jan Hirkan II /brat; ponownie; także etnarcha Judei; usunięty; zmarł 30 p.n.e./ (63 p.n.e.-40 p.n.e.)
53. Matatiasz Antygon /bratanek, syn Judy Arystobula; także król Judei/ (40 p.n.e.-37 p.n.e.)
54. Ananel potomek Eleazara, syna Aarona; usunięty / (37 p.n.e.-36 p.n.e.}
55. Juda Arystobul III /bratanek Matatiasza Antygona/ (36 p.n.e.-35 p.n.e.)
Ananel /potomek Eleazara, syna Aarona; ponownie; usunięty; zmarł ?/ (35 p.n.e.-30 p.n.e.)
56. Jezus syn Fabiego /potomek Eleazara, syna Aarona; usunięty; zmarł ?/ (30 p.n.e.-23 p.n.e.}
57. Szymon syn Boetosa /potomek Eleazara, syna Aarona; usunięty/ (23 p.n.e.-5 p.n.e.)
58. Mattias syn Teofila /potomek Eleazara, syna Aarona; usunięty; zmarł ?/ (5 p.n.e.-4 p.n.e.)
59. Józef syn Ellemosa /potomek Eleazara, syna Aarona; arcykapłan zastępczy; abdykował; zmarł ?/ (4 p.n.e.)
60. Joazar syn Boetosa /brat Szymona syna Boetosa; usunięty; zmarł ?/ (4 p.n.e.)
61. Eleazar syn Boetosa /brat; usunięty; zmarł ?/ (4 p.n.e.-ok. 1 p.n.e.)
62. Jezus syn See/potomek Eleazara, syna Aarona; usunięty; zmarł ?/ (ok. 1 p.n.e.-3)
Joazar syn Boetosa /brat Eleazara syna Boetosa; ponownie; usunięty; zmarł ?/ (3-6)
63. Annasz syn Setiego /potomek Eleazara, syna Aarona; usunięty; zmarł po 30 lub 33/ (6-15)
64. Izmael syn Fabiego /brat Jezusa syna Fabiego; usunięty; zmarł ?/ (15-16)
65. Eleazar syn Annasza /syn Annasza syna Setiego; usunięty; zmarł ?/ (16-17)
66. Szymon syn Kamitosa /potomek Eleazara, syna Aarona; usunięty; zmarł ?/ (17-18)
67. Józef Kajfasz /inaczej Józef syn Kajafy; zięć Annasza syna Setiego; usunięty; zmarł przed 66/ (18-36)
68. Jonatan syn Annasza/w Nowym Testamencie Jan; brat Eleazara syna Annasza; usunięty/ (36-37)
69. Teofil syn Annasza /brat Jonatana syna Annasza; usunięty; zmarł ?/ (37-41)
70. Szymon Kanteras /potomek Eleazara, syna Aarona; usunięty/ (41-42)
71. Mattias syn Annasza /syn Annasza syna Setiego; usunięty; zmarł przed 66/ (42-43)
72. Elioneusz syn Kanterasa /syn Szymona Kanterasa; usunięty; zmarł przed 66/ (43-44)
73. Józef syn Kamei (vel Kamita) /brat Szymona syna Kamita; usunięty; zmarł przed 66/ (44-47)
74. Ananiasz syn Nebedeusza /potomek Eleazara, syna Aarona; usunięty; zmarł 66/ (47-59)
75. Izmael syn Fabiego /potomek Eleazara, syna Aarona; usunięty; zmarł po 61/ (59-61)
76. Józef Kabi /syn Szymona syna Kamitosa; usunięty; zmarł po 70/ (61-62)
77. Annasz syn Annasza /brat Jonatana syna Annasza; usunięty; zmarł 68/ (62)
78. Jezus syn Damnajosa /potomek Eleazara, syna Aarona; usunięty; zmarł po 70/ (62-63)
79. Jezus syn Gamaliela /potomek Eleazara, syna Aarona; usunięty; zmarł 68/ (63-65)
80. Mattias syn Teofila /bratanek Annasza syna Annasza/ (65-68)
81. Fanni syn Samuela /inaczej Pinchas; potomek Sadoka/ (68-70)
82. Eleazar syn Charsoma /inaczej Eleazar z Modin; potomek Jonatana Apfusa; arcykapłan podczas powstania Bar Kochby/ (132-135)